# Val d'Hérens
La Val d'Hérens è una valle laterale della valle del Rodano  nel Vallese svizzero. Si trova nel distretto di Hérens. La valle termina in quella del Rodano immediatamente a sud di Sion.

## Caratteristiche
La valle è percorsa dal fiume Borgne affluente di sinistra del Rodano. Si trova tra la Val d'Anniviers (ad oriente) e la Valle di Bagnes (ad occidente).
All'altezza di Hérémence si stacca sulla sinistra orografica la valle d'Hérémence. Più a monte all'altezza della località Les Hauderes sempre sulla sinistra orografica si stacca il vallone che conduce ad Arolla.

## Orografia
I monti principali che contornano la valle sono:
- Dent Blanche - 4.357 m
- Pigne d'Arolla - 3.796 m
- Tête Blanche - 3.718 m
- Le Pleureur -3.704 m
- Dent de Perroc - 3.676 m
- Aiguilles Rouges d'Arolla - 3.646 m
- Monte Collon - 3.637 m
- Sasseneire - 3.254 m
- Becs de Bosson - 3.149 m
- Pic d'Arzinol - 2.997 m

## Comuni e località
Nella valle sono presenti i seguenti comuni: Evolène, Saint-Martin, Hérémence, Vex, Mont-Noble.
Arolla è un'importante stazione sciistica della valle.

## Rifugi alpini
Per favorire l'ascesa alle vette e l'escursionismo di alta quota nella valle sono presenti alcuni rifugi:
- Bivacco Col de la Dente Blanche - 3.540 m
- Cabane de la Dente Blanche - 3.504 m
- Cabane de Bertol - 3.311 m
- Cabane des Vignettes - 3.160 m
- Cabane des Dix - 2.928 m
- Cabane de la Tsa - 2.607 m